# 森山愛子
森山愛子（日语：もりやま あいこ，1985年1月27日—）是日本的演歌歌手，出生於栃木縣宇都宮市，本名大森愛美。

## 简介
- 高中一年級的時候，日本電視『LookLook空尼奇瓦』（ルックルックこんにちは）的「女生的傲人歌喉女子高中生大會」（女ののど自慢女子高校生大会）出場而因緣際會成為名作曲家水森英夫的弟子。大約三年半的時間邊讀書邊接受音樂課程，高中畢業後來到東京，通過熟人得到一份豬木事務所的公司職員工作。之後，按照社長安東尼奧·豬木「愛森林或山等的大自然的孩子」的意思取了「森山愛子」的藝名，作為演歌歌手出道。獲得『第37屆日本有線大獎』新人獎、『第46屆日本唱片大獎』新人獎。
- 自2005年5月，TBS『國王的早午餐』（王様のブランチ）出演新聞記者（布朗女兒），愛稱有「小愛」（愛ちゃん）、「愛Kobusshi」（愛コブッシー）等等。自己參與的表演節目有本專櫃（本のコーナー）、entame de midas（エンタメデミダス）、電視專櫃（テレビコーナー）、購物達人（買い物の達人）、Brunch MUSIC BOX、流行＠頻道（トレンド＠ちゃんねる）、早午餐推薦指南（ブランチおすすめディズニー・ナビ），展現自己本行「演歌歌手」與生俱來的歌聲，提升作為『演歌歌手·森山愛子』的知名度。童謠紅蜻蜓（赤とんぼ）披露時，它的歌唱力和完成度讓辛蒂·羅波感激的落淚。把這件事作為契機，将『紅蜻蜓』收錄在2009年發行的單曲CD『卷心菜地裏的秋刀魚』（キャベツ畑のサンマ）里面。從2010年10月迄今，作為新聞記者的在冊時間是全體記者中最長，為5年零5個月。
- 2007年7月11日，和年輕的女性演歌歌手三代目哥倫比亞・玫瑰、小村美貴3人結成「次世代演歌3人娘剪刀・石頭・布」的組合單元（Unit）。
- 取得照護工作師資格。
- 於2009年2月10日播出的「舞!秋刀魚府第!!」（踊る!さんま御殿!!／日本電視系列）的情人節前夕特集，作為大和田悠太渴望的合作夥伴出演了。
- 曾被誤認為同為歌手的森山良子的女兒，但兩人全然沒有血緣關係。

## 作品

### 主要單曲作品
- 女人調（おんな節／2004年5月19日）
- 風樹之母（風樹の母／2005年4月20日）
- 父女船（父娘船／2006年2月28日）
- 朦朧月夜的上州路（おぼろ月夜の上州路／2006年10月25日）
- 戀酒、最幸福（恋酒、しあわせ一番／2008年7月2日）
- 卷心菜地里的秋刀魚（キャベツ畑のサンマ／2009年1月14日）
- 東京挽歌（2009年8月5日）
- 女人的神輿、愛子的索蘭調（おんなの神輿、愛子のソーラン節／2010年10月20日）

### 專輯
- 風樹之母+名曲最佳（風樹の母+名曲ベスト／2005年6月29日）
- 森山愛子2008全曲集（2007年9月26日）

## 電視節目
- 國王的早午餐（王様のブランチ／TBS）
- TUTORIAL的TU一下！（チュートリアルのチューして!/関西電視台）
- 三枝一座劇團來了!（三枝一座がやってきた!／NHK・BS2）　※2008年3月22日期开始以常规嘉宾参加、2010年3月10日停播
- 來去鄉下住一晚!（田舎に泊まろう!／東京電視台）
  - 2008年9月27日播出　廣島縣旧・甲奴町（現在的三次市）
  - 2008年11月23日播出　秋田縣由利本荘市
  - 2009年2月8日播出　青森縣五所川原市
  - 2009年5月3日播出　長崎縣雲仙市
- 森田一義時間 笑一笑又何妨!（森田一義アワー 笑っていいとも!／富士電視台）…2009年5月26日友情出演
- 十津川警部系列劇42「九州ひなの国殺人ルート」（TBS 飾演 中森ハナ子）…2009年9月28日
- 鍵穴（富士電視台）…2010年3月24日友情出演
- NHK歌謠音樂會（NHK歌謡コンサート／NHK）…2010年4月20日出演
- DRIVE A GO!GO!（ドライブ A GO!GO!／東京電視台）… 不定期出演
- 歌的樂園（歌の楽園／東京電視台）… 基本上毎回出演

## 廣播節目
- 杉紀彦的廣播电台村（杉紀彦のラジオ村/日本廣播電台 FM92.4 AM1422）2005年4月 - 2008年3月
- 听牢骚毒药（愚痴聞き毒蝮/NHK第一广播） 2013年9月16日
- 「德光和夫 特丰盛！歌谣周日」（徳光和夫 とくモリ！歌謡サタデー/日本广播公司（ニッポン放送） FM93.0） 2019年3月16日

## 外部連結
- 森山愛子オフィシャルサイト（日文）
- 森山愛子オフィシャルブログ （页面存档备份，存于）（日文）
- 次世代演歌3人娘 グー・チョキ・パー（森山愛子、三代目コロムビア・ローズ、小村美貴） オフィシャルホームページ（日文）
- 森山愛子記事一覧 （页面存档备份，存于）（日文）